# مدرسه ثارالله
مدرسه ثارالله مربوط به دوره معاصر است و در شهرستان فومن، شهرک ماسوله واقع شده و این اثر در تاریخ ۲۵ اسفند ۱۳۸۰ با شمارهٔ ثبت ۵۳۶۸ به‌عنوان یکی از آثار ملی ایران به ثبت رسیده است.